# Cesa
Cesa è un comune italiano di 9 700 abitanti della provincia di Caserta in Campania.

## Geografia fisica
Il comune è situato nella piana campana (ager campanus), ovvero Piana del Volturno, e fa parte dell'agro aversano, alla destra dei Regi Lagni. Cesa è il terzo comune più piccolo della provincia di Caserta per superficie territoriale, lo precedono Curti e Portico di Caserta.
È il terzo comune più a sud nella provincia di Caserta, lo precedono Parete e Sant'Arpino.

## Origine del nome

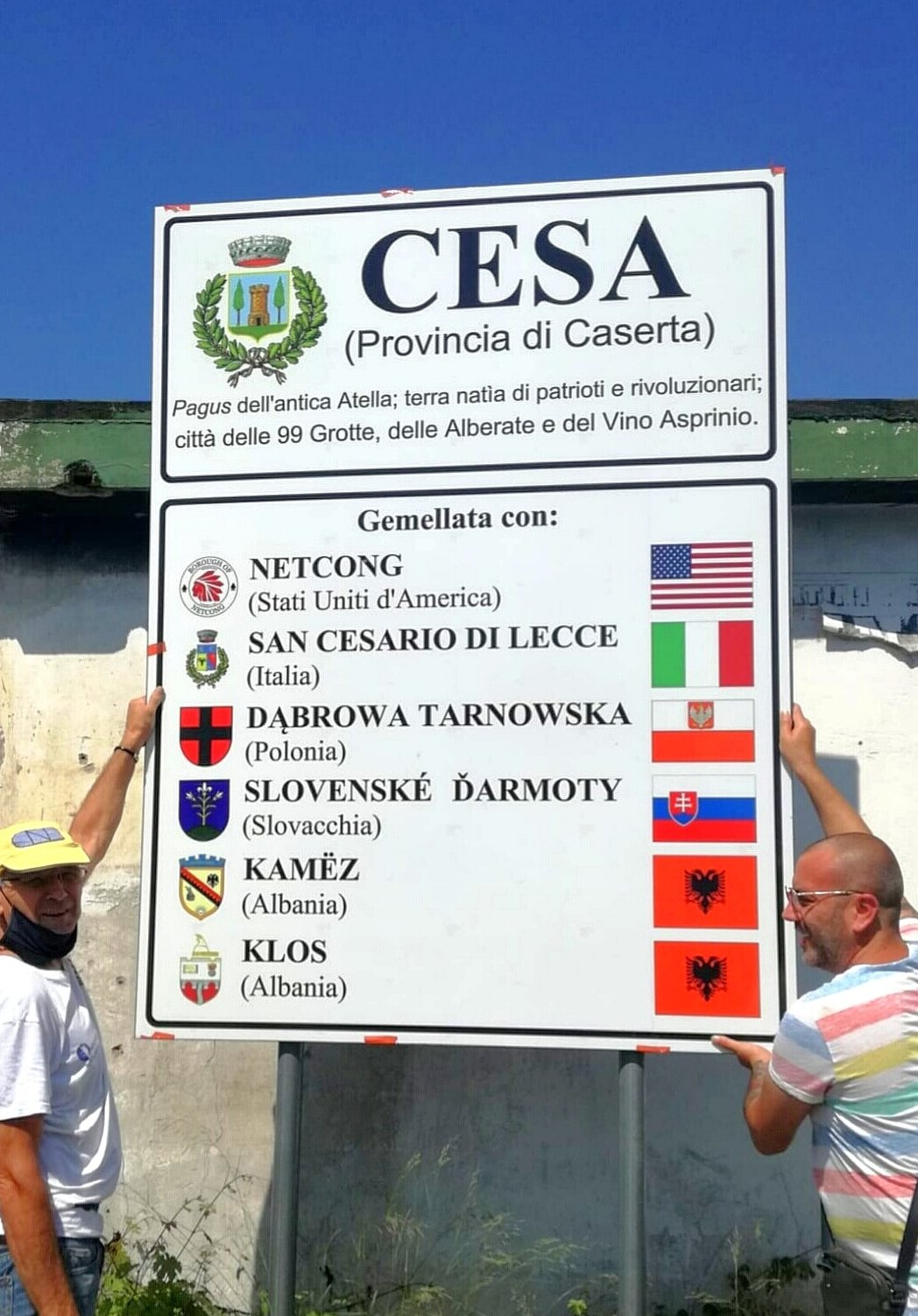
Pannello toponomastico: Cesa (Provincia di Caserta) Pagus dell'antica Atella, terra natìa di patrioti e rivoluzionari; Città delle 99 Grotte, delle Alberate e del Vino Asprinio

Diverse sono le ipotesi sull’etimologia del nome Cesa, che trae origine da una voce latina, caesus, dal verbo caedere (tagliare). Infatti Cesa sorgeva come borgo dell’antica Atella, e di conseguenza era tagliato fuori dalle grandi vie di comunicazione. Una spiegazione egualmente attendibile, e riconducibile sempre al verbo latino caedere, ipotizza che Cesa in origine fosse un terreno boschivo chiamato in seguito a disboscamento “silva caesa” (selva tagliata).
A favore di quest'ultima ipotesi, è interessante rilevare che nell'anno 755 nella piccola vallata di Tredozio (Forlì-Cesena) sorse una nuova abitazione rurale che fu chiamata Cesata. Come avvenne per la località di Cesa, anche Cesata fu posta sotto la protezione di San Cesario, diacono e martire. Tra le ipotesi dell'etimologia del nome Cesata, alcune fonti ipotizzano che il prefisso caes- rimandi al termine desueto "cesina" (cioè, "terra disboscata"), col valore antico di "strage di alberi", "strage nella selva".
Secondo lo studioso Domenico Chianese «più sicura dell'etimologia di Gricignano è quella di Cesa che non è altro che un'accorciatura di Cesine e Cesinole» e ricorda che Carlo II donò al suo medico le cesine di Afragola con tutti i vassalli.
È da notare che anche il nome della località Cesinola, frazione di San Cesareo di Cava de' Tirreni, lascia pensare che la zona un tempo fosse un bosco ceduo, cioè di alberi destinati al taglio. La radice ces- permane in altri termini italiani in cui si presuppone un taglio, come cesura, cesoia, parto cesareo. Tutte queste località avrebbero in comune la radice del nome, il ricordo del grande condottiero Giulio Cesare o degli imperatori romani (i divi Cesari) ed il santo protettore, San Cesario di Terracina (invocato, tra l'altro, anche per la buona riuscita del parto cesareo).
A pochi chilometri da Cesa, nel territorio di Giugliano, lungo il corso della via Consolare e Campana, esisteva anche un’altra località sotto il nome di "Sancti Cesarii ad Silicem" (San Cesario in Silice) nella quale si trovava la piscina «gradata» (esiste ancora il sito "Le Puscinelle" dove vi sono i resti di queste antiche cisterne d'epoca romana che avevano la funzione di raccogliere e conservare le acque meteoriche e di falda).

## Storia
La zona fu centuriata in epoca gracchiana (Ager Campanus I) e successivamente all'epoca di Silla e Cesare (Ager Campanus II); di entrambe le centuriazioni rimangono evidentissime tracce.
Cesa fu in origine probabilmente uno dei minuscoli casali appartenenti alla Liburia Atellana, in cui si svolsero pochi eventi storici di rilievo. Il primo documento che accerta l'esistenza del borgo è un diploma dei principi Pandolfo I e Landolfo III di Capua, risalente all'anno 964 d.C., ma oltre a questo poco è noto sulla sua più remota storia.
Fu legata probabilmente a le vicende della morente Atella e, più tardi, della nascente Aversa, poiché, dopo il Mille, Cesa fu per lungo tempo un casale della città normanna (tale rimase fino alla costituzione dei comuni in epoca murattiana), appartenuto prima al feudo del conte Roberto di Sant'Agata, e successivamente ai Carafa, ai Villano, ai Palomba, ai Del Tufo e ai Maresca, che ne furono gli ultimi proprietari.
Inizialmente la zona apparteneva alla diocesi di Atella, passò alla diocesi di Aversa dopo la sua costituzione.
Esiste anche un attestato risalente al 1156 che menziona Cesa: si tratta di un atto di permuta tra la Congregazione Capitolare di San Paolo di Aversa ed un certo Unfrida Rebursa, che cedette tre terreni «in territorio ville que dicitur Cesa» in cambio di una corte, alcune case ed un orto che appartennero a Guglielmo Decano.
Nel Repertorio delle Pergamene di Aversa (1215-1549) si legge che nel 1304 il Re Carlo II «ordina che quella via fuori della città di Aversa sia chiusa, cioè dal Trivio di qua dal Ponte a Selice fino alle villa di Cesa» in modo che i viaggiatori passino per la città di Aversa dove potranno riposarsi e trovare ogni cosa che sia di loro gradimento.
A Cesa esisteva un monastero di Montevergine, fondato da Bartolomeo di Capua, protonotario e logoteta del Regno di Napoli. Qui i monaci verginiani erano presenti nella Cappella della Santissima Trinità, eretta vicino alla chiesa di San Cesario Martire. Quel monastero venne trasferito ad Aversa per opera di Nicolò Porcarii, tra il 1343 e il 1382, al tempo della regina Giovanna I.
In un atto del 1310 di Carlo II d'Angiò per valutare i beni di Aversa, Cesa risulta un casale della città («casali Cesae pertinentiarum Civitatis Aversae»).
Il Priorato di Capua (Sacro Militare Ordine di San Giovanni di Gerusalemme) possedeva un edificio nel casale di Cesa; dal cabreo del 1680 apprendiamo che venne venduto da Domenico De Marino ad Alfonso Acquaviva d'Aragona (cavaliere gerosolimitano dal 1601) e dunque il possedimento passò all'Ordine. La parte occidentale di questo edificio confinava con i beni della Chiesa di San Cesario. Il 24 settembre 1679 il cespite era tenuto in affitto dagli eredi del defunto Giovanni Luca di Marino. Per mancanza di documenti non sappiamo con esattezza l'anno in cui i cavalieri gerosolimitati si stabilirono a Cesa e quanti fossero i loro possedimenti in questo casale.
Nel 1806 furono emanate le Leggi eversive della feudalità che comportarono la fine dei privilegi feudali nel Regno di Napoli e l'inizio dell'Amministrazione comunale.

## Monumenti e luoghi d'interesse

### Chiesa di San Cesario diacono e martire
Nel 1097 esisteva già una chiesa dedicata al santo che, divenuta parrocchia nel 1572, fu ampliata e restaurata nel corso dei secoli. La chiesa di S. Cesario è elencata nelle Rationes Decimarum del 1324 («Presbiter Thomas de Iullano pro ecclesia S. Cesarii de villa Cese tar. sex»). Dopo l’Unità d’Italia, il parroco Luigi Della Gala promosse la ricostruzione della chiesa con le offerte del popolo. Il nuovo tempio fu compiuto nel 1872 su progetto dell'architetto Filippo Botta. L'interno, in stile rinascimentale, presenta tre navate divise da colonne ioniche. Le volte, le tre cupole, l'abside ed il transetto sono decorati con pregevoli affreschi realizzati da Luigi Tagliatatela e da Raffaele Iodice durante il ventennio fascista; quest'ultimo nel 1943 ha firmato le due scene della vita di San Cesario, gli Evangelisti, l’Eterno Padre e la pesca miracolosa che campeggia sulla cantoria. Particolarmente suggestive e pregevoli sono la cappella dedicata al patrono e quella dedicata a Sant’Anna, impreziosite da stupende decorazioni in stucco, affreschi ed altari marmorei.

### Chiesa di Maria SS. del Rosario
La chiesa era di iuspatronato dei Signori Ascanio, Orazio e Mario Della Tolfa, i quali nel 1602 la cedettero al convento della Sanità di Napoli - previo consenso di Mons. Bernardino Morra, vescovo d’Aversa (1598-1605). Nel 1608 il nobile Ascanio Della Tolfa donò parte del palazzo di sua proprietà ai Padri Domenicani Riformati; i religiosi si stabilirono nel paese ed utilizzarono alcune stanze al pianterreno come convento. Nel 1808, a causa della legge di soppressione, i Domenicani abbandonarono l'edificio. Successivamente la Chiesa, con l'annesso convento, fu restaurata e riaperta al pubblico dal Servo di Dio don Giustino Marini. L'interno, a una navata, con una sola cappella laterale nella parete destra (con sottostante cripta nella quale sono visibili i resti dei monaci), accoglie quattro altari oltre a quello maggiore.

### Chiesa della Madonna dell'Olio
È ubicata proprio accanto al cimitero; all'interno si ammira sul marmoreo altare maggiore, un affresco raffigurante la Vergine col Bambino, collocabile tra il XIV e il XV secolo. La struttura era sicuramente una "grancia eremitica" molto antica (forse dei secoli XIV-XV) nata nel posto e sui resti di un precedente sito religioso pagano. Nella chiesetta vennero sepolti i bambini di Cesa morti durante l'epidemia vaiolosa del 1836; fu abbandonata per lungo tempo, riaperta al culto e rimessa a nuovo da fra' Domenico da Monopoli nel XX secolo.

### Palazzo Marchesale
Attiguo alla Chiesa Parrocchiale, il palazzo risale all'inizio del XV secolo (la struttura fu ampiamente modificata nel XIX sec.); fu abitato dalle numerose famiglie che in passato furono Signori di Cesa. Presenta due piani, due torrette, uno scalone e preziosi dipinti nei saloni. Nell'atrio è murato un cippo sepolcrale di epoca romana, con l'iscrizione in latino: L.CAESIL. L. / ANTIOCHI OŜA / HIC SITA SUNT (Qui giacciono le ossa di Lucio Antioco, liberto di Cesillo). Non conoscendo il luogo esatto di provenienza, non si può stabilire se la lastra epigrafica, registrata dal C.I.L., fosse originariamente nel territorio cittadino oppure altrove. Molto probabilmente fu posto nell'attuale collocazione nel corso dei lavori di rifacimento eseguiti nel sec. XIX dai Maresca.

### Muro dell'amore
Il "Muro dell'Amore" a Cesa è un'iniziativa artistica inaugurata nella Villa Aldo Moro, coinvolgendo la comunità locale attraverso la raccolta di frasi d'amore inviate dai cittadini. L'opera, presentata il 22 aprile 2023, è stata creata dagli artisti Manuela Belfiore e Davide Montuori. Durante la cerimonia, il sindaco Enzo Guida e il consigliere comunale Francesco Maria Turco hanno partecipato ai saluti istituzionali.

### Altri luoghi d'interesse
- Grotte tufacee
- Alberate Aversane

## Società

### Evoluzione demografica
Abitanti censiti

### Etnie e minoranze straniere
Gli stranieri residenti a Cesa al 1º gennaio 2018 sono 305 e rappresentano il 3,4% della popolazione residente.
La comunità straniera più numerosa è quella proveniente dal Marocco con il 41,3% di tutti gli stranieri presenti sul territorio, seguita dall'Ucraina (20,3%) e dalla Romania (9,2%).

### Religione

#### Il culto di San Cesario a Cesa: la cristianizzazione del culto pagano di Cesare
Il patrono di Cesa è San Cesario, diacono e martire. Fin dalla prima età cristiana, Cesario di Terracina fu il santo scelto per il suo nome a sostituire il culto pagano di Giulio Cesare, dell'imperatore Cesare Ottaviano Augusto e degli imperatori romani (i Divi Cesari).
Il culto a Cesa del diacono Cesario è antichissimo: già nel 1097 esisteva una chiesa a lui dedicata, che fu donata dal conte normanno Roberto di Sant'Agata alla Diocesi di Aversa. Nel Medioevo Cesa dipendeva politicamente dall'antica città di Capua, che si trovava sulla via Appia; il culto di San Cesario nacque e si sviluppò proprio su questa strada romana: lungo il percorso della "regina viarum" si trovava la sua primitiva tomba a Terracina e la Chiesa di San Cesareo de Appia in Roma.
Esistono numerose prove archeologiche che testimoniano il culto di Cesare nell'Ager Campanus, successivamente cristianizzato da S. Cesario di Terracina. A pochi chilometri da Cesa, nella città di Marcianise (colonia autonoma di «prodi veterani Romani» dedotta da Giulio Cesare, cinquanta anni prima della venuta di Cristo), già casale di Capua, esistevano due tempietti rurali paleocristiani di San Cesario e di Santa Giuliana, immediatamente a ridosso del fiume Clanio. San Cesario era invocato contro le inondazioni del Clanio; le acque di questo fiume sono state impetuose, tanto da inondare più volte nelle epoche antiche l’agro di Aversa e di Atella (in epoca altomedievale dall'antica città di Atella sorse il pagus di Cesa). Lo studioso Nicola Corcia ci riferisce che il cippo urbico su cui si legge la scritta "IVSSV IMPERATOR CAESARIS QVA ARATRVM DVCTVM EST" (Per volere dell'imperatore Cesare fu fissato questo solco per dove passò l'aratro) era situato sotto l'antica porta di Marcianise: «si raccoglie che sino al detto pago giungeva la pertica campana nella deduzione della colonia in Capua al tempo di Cesare Augusto. Per mezzo di questo pago passava l'antica strada che da Capua menava ad Atella». Questo cippo testimonia la volontà di rifondare la cesariana Colonia Iulia Felix da parte di Cesare Augusto, in ottemperanza alle decisioni del padre adottivo, ossia Giulio Cesare Secondo il Grutero questa epigrafe si trovava anche nella Cattedrale di Terracina (dedicata appunto al martire Cesario) e nel Duomo di Capua. A pochi chilometri da Cesa, nel comune di Giugliano in Campania (il toponimo deriverebbe dal fatto che in questi luoghi vi sarebbe stata una villa di Giulio Cesare) sorgeva la località San Cesareo, lungo il corso della via Consolare e Campana (questa importante strada imperiale romana collegava il porto di Puteoli con Capua).

#### I busti-reliquiari ed il braccio di San Cesario

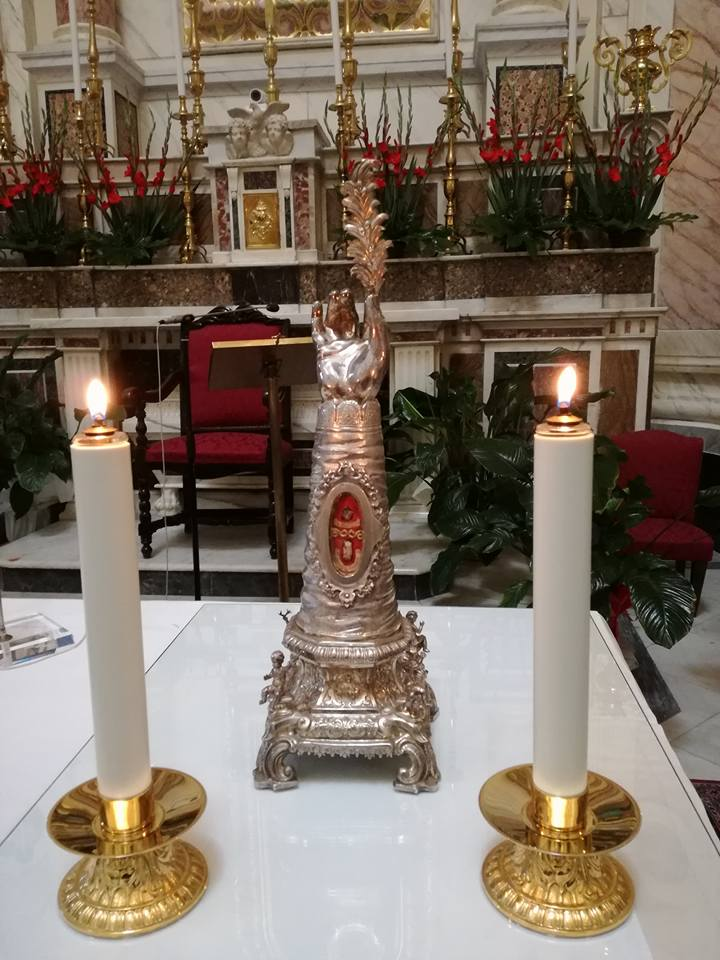
Braccio-reliquiario di San Cesario diacono e martire, Parrocchia di San Cesario, Cesa

Agli inizi del sec. XVII, mons. Pomponio de Magistris, vescovo di Terracina, concesse alcuni frammenti ossei del braccio di S. Cesario al cardinale Filippo Spinelli, vescovo di Aversa. Queste reliquie furono traslate dalla Cattedrale di San Paolo di Aversa alla Parrocchia di San Cesario di Cesa il 19 giugno del 1612, incastonate in un braccio ligneo dorato (successivamente collocato in una teca rivestita di seta, posta all'interno di una colonna sul lato sinistro del presbiterio, insieme alla statua-reliquiario lignea di Santa Sinforosa martire di Tivoli) e in un busto ligneo, realizzato per l'occasione.

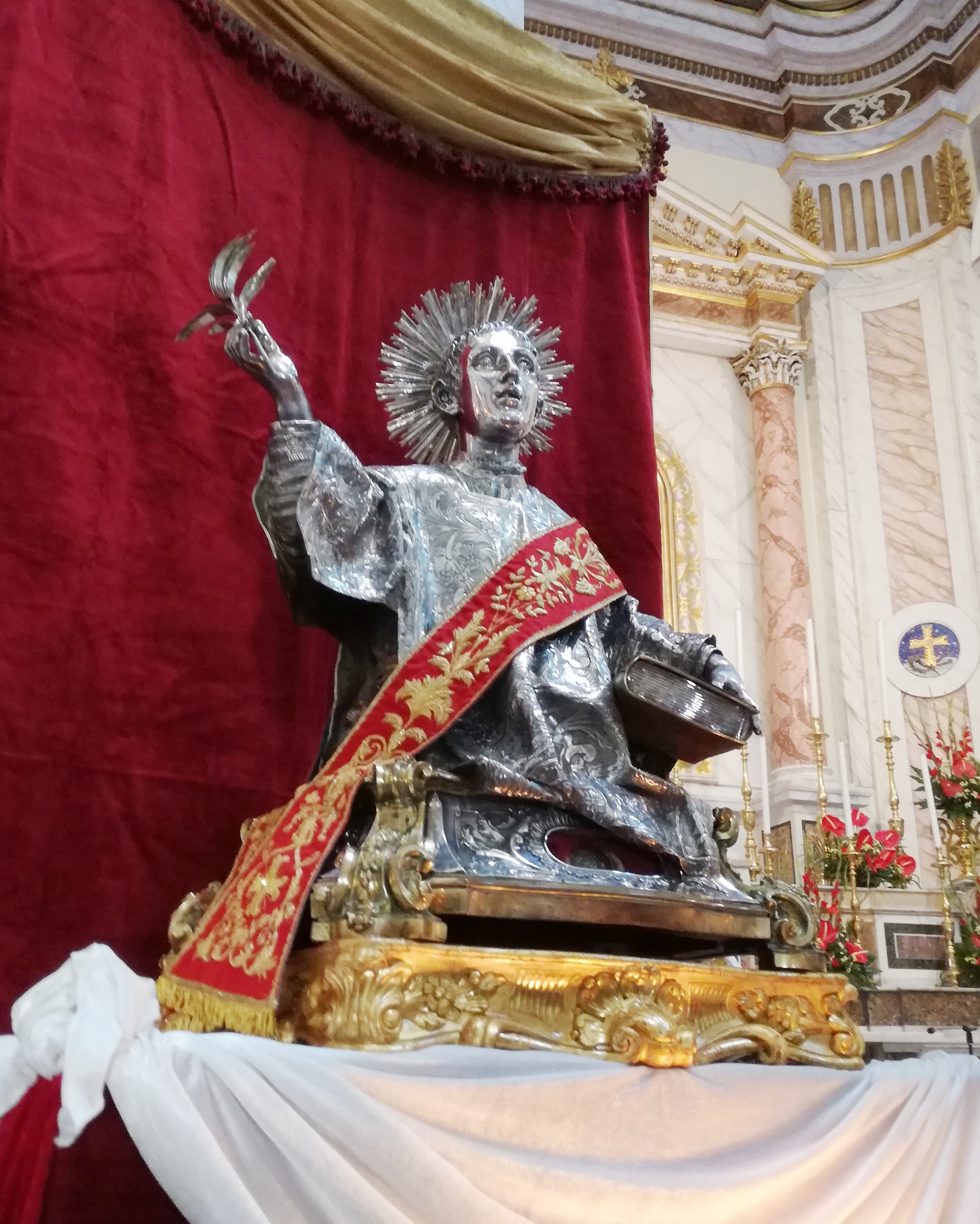
Busto-reliquiario argenteo di San Cesario diacono e martire, opera dell'argentiere Luca Baccaro (1760), Parrocchia di San Cesario, Cesa

Attualmente queste particelle ossee sono incastonate in tre preziosi reliquiari: nel busto reliquiario ligneo, nel busto reliquiario argenteo, e nel braccio reliquiario argenteo.

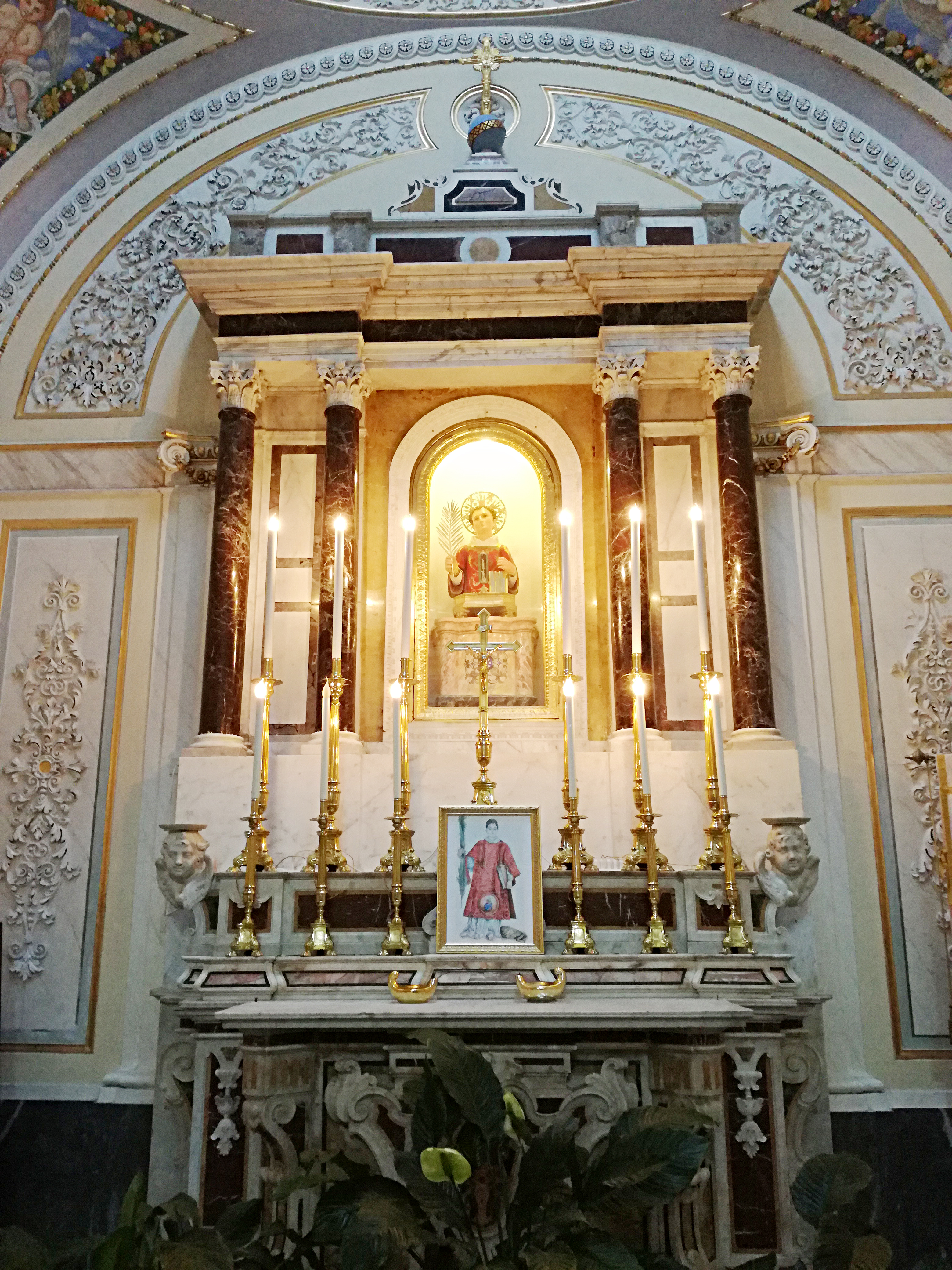
Cappella di San Cesario, Parrocchia di San Cesario Martire, Cesa

Il busto reliquiario ligneo di San Cesario (1612) presenta nella parte centrale una teca contenente frammenti ossei del santo, affiancati da un cartiglio su cui compare l'iscrizione in latino "Ex oss: S. Cæsarii Diac. et Martyr.". Questa reliquia è stata studiata ed identificata dal prof. Gino Fornaciari, Professore di Paleopatologia ed Archeologia Funeraria, e dalla Dr.ssa Simona Minozzi, specialista in osteoarcheologia, della Divisione di Paleopatologia dell’Università di Pisa: è la diafisi di un osso lungo molto frammentato, sembrerebbe a sezione cilindrica come l'omero. Il martire è raffigurato con entrambe le braccia piegate e protese in avanti: nella mano destra sorregge la palma, in quella sinistra l'Evangeliario, in argento sbalzato e cesellato. Sul capo è applicata un’aureola argentea. La statua è esposta su un trono marmoreo nella cappella di San Cesario, sul lato destro del transetto della Chiesa.
Il busto reliquiario di San Cesario (1760), in argento sbalzato e cesellato, è opera di Luca Baccaro, argentiere napoletano. Il diacono, con un volto giovane ed imberbe dall’espressione volitiva, reca nella mano destra la palma del martirio e nella sinistra il Vangelo. Sul capo è applicata un’aureola raggiata in argento sbalzato. La dalmatica è riccamente decorata con eleganti motivi floreali eseguiti a sbalzo. Nella parte centrale della base vi è una finestrella che contiene il reliquiario ovale a capsula, in cui sono incastonati alcuni frammenti ossei del santo. La statua si espone e si porta in processione in occasione della festa del santo, che si celebra annualmente nella settimana successiva al 19 giugno, anniversario della traslazione delle reliquie.
Il braccio-reliquiario argenteo di San Cesario (XVIII secolo), in argento sbalzato e cesellato di bottega napoletana, fu donato da Santolo del Villano, figlio di Maria Carlo del Villano, al tempo del parroco don Francesco Bonante. Il corpo del braccio è di forma tubolare, leggermente rastremato, rivestito da una manica resa da un morbido drappeggio di pieghe; al centro presenta una teca a luce ovale, in cui è possibile ammirare la reliquia: due frammenti ossei del santo. Secondo la dott.ssa Minozzi, il frammento superiore è più ricco di osso spugnoso; forse viene da un’epifisi dell’osso, mentre quello inferiore sembra di un osso con diafisi circolare come l'omero. Entrambi i frammenti provengono dalla superficie esterna dell’osso. Dalla manica, che si conclude al polso con un elegante motivo a merletto, fuoriesce la mano semiaperta che regge la palma del martirio fra il pollice e l’indice.

### Tradizioni e festività religiose
Festa patronale di San Cesario

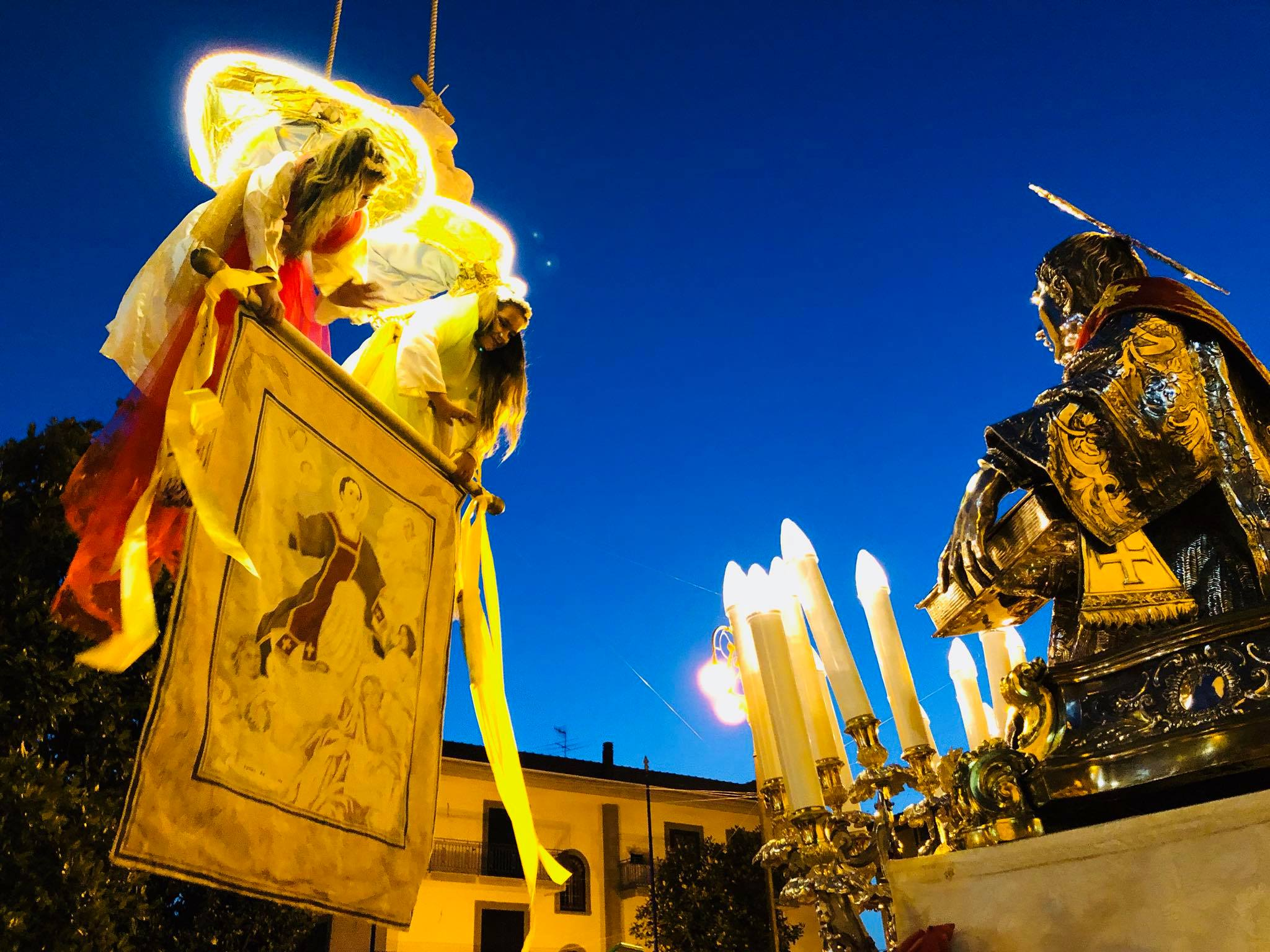
Il "Volo degli Angeli" in onore del patrono S. Cesario, Cesa, 10 giugno 2018

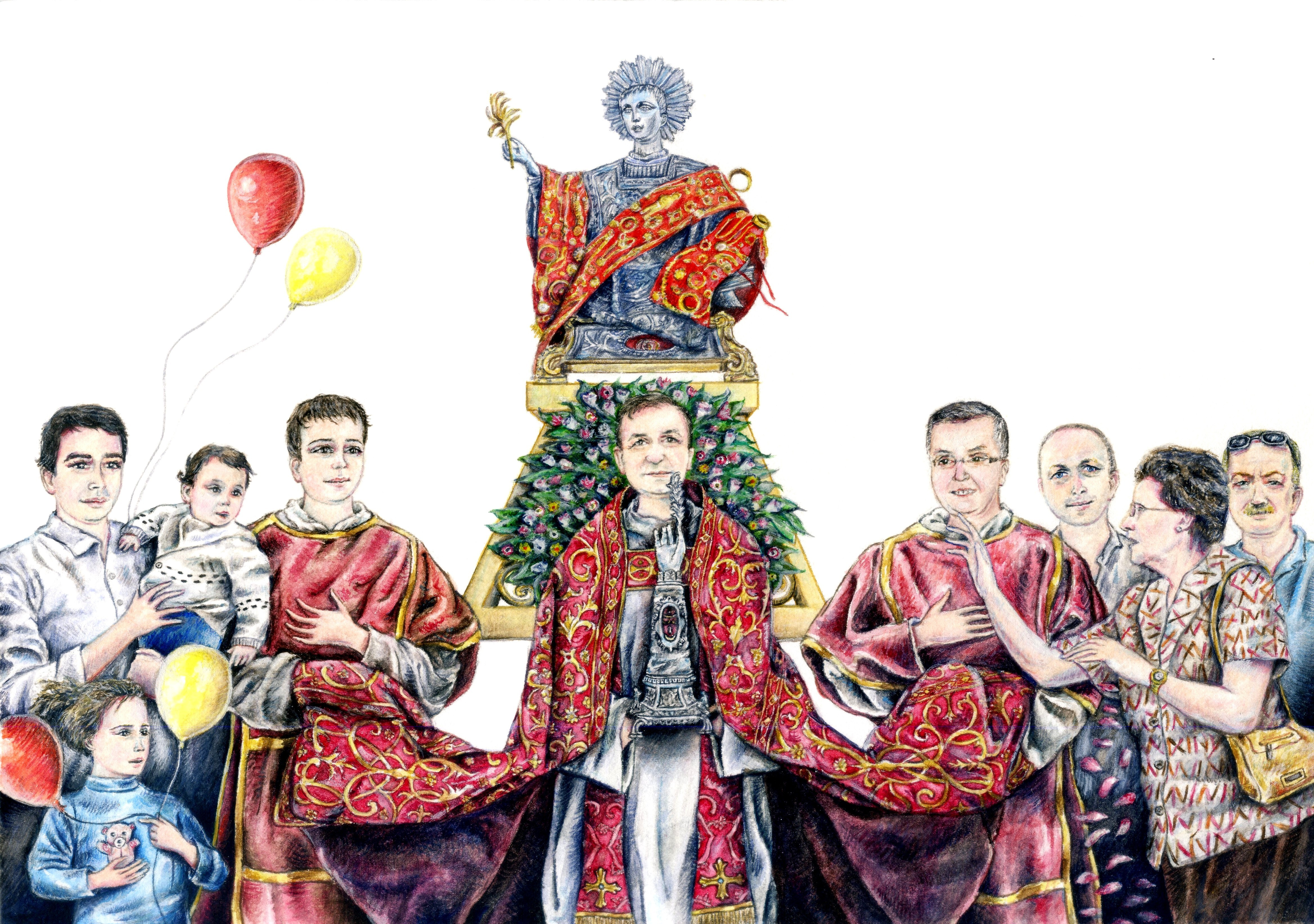
Festa di San Cesario a Cesa

- settimana successiva al 19 giugno (anniversario della traslazione della reliquia del braccio di San Cesario). I festeggiamenti iniziano la domenica precedente, quando il clero, il comitato, le autorità civili e militari ed il popolo si recano in corteo a casa di un fedele per prelevare il busto reliquiario argenteo del santo, che tra lo sparo di granate è portato in processione nella chiesa parrocchiale, dove è solennemente esposto alla venerazione dei fedeli su un artistico trono. Durante la breve processione, all'esterno della sede comunale, ha luogo il rito della Consegna delle chiavi della città al santo patrono da parte del Sindaco. Il venerdì in Piazza De Michele è messa in scena la "Tragedia di San Cesario", sacra rappresentazione della vita e martirio del santo[48]. Il sabato e la domenica - giorno principale dei festeggiamenti - la statua del santo è portata a spalla in processione per tutte le strade del paese, addobbate con delle artistiche luminarie; al termine ha luogo il rito del "Volo degli Angeli" (due bambine, munite di ali artificiali, vengono tirate attraverso un sistema di corde tese dal campanile alla piazza per omaggiare il santo con delle poesie) ed un grandioso spettacolo pirotecnico. Nei giorni successivi si tengono concerti di musica classico-sinfonica e di musica leggera.
- Festa liturgica di San Cesario - 3 novembre (Dies Natalis, ossia la nascita al Cielo del santo).
- Festa di Maria SS. del Rosario - settimana precedente al 7 ottobre. Il sabato e la domenica, giorno principale dei festeggiamenti, la statua di Maria SS. del Rosario è portata a spalla in processione per le strade del paese.
- Processione penitenziale notturna del "Sono Stati" - notte del Giovedì Santo. Questa suggestiva processione risale al 1782, anno in cui venne costituita la Confraternita di Maria SS. del Rosario con reale assenso di Ferdinando IV di Borbone[29]. Il corteo è composto da un gruppo di "fratielli" (vestiti con tuniche bianche, un cappuccio che lascia scoperti solo gli occhi e una fascia nera trasversale), che percorre alcune strade del paese con l'usanza di sostare in preghiera dinanzi all'altare della Reposizione. Il canto a cappella della prima versione originale del canto composto da sant'Alfonso Maria de' Liguori ("Gesù mio, con dure funi” , meglio conosciuto come “Sono stati i miei peccati”[49]) che si propaga per le strade del paese durante la notte silenziosa è la peculiarità di questa manifestazione, uno degli appuntamenti fissi della settimana santa.
- Processione dei Fujènti - Lunedì dell'Angelo. In Piazza De Michele, il giorno dopo Pasqua, i pellegrini che si recano al Santuario della Madonna dell'Arco portano in processione stendardi, quadri e toselli di notevoli dimensioni, partecipando ad un concorso a premi.

## Economia
L'economia è prevalentemente agricola con la produzione di ortaggi e del Asprinio. Basa la sua economia, anche sull'attività edilizia, con la presenza di piccole-medie imprese a conduzione familiare. La città ospita alcune attività commerciali.

## Infrastrutture e trasporti
Il comune è attraversato dalla SP 2 Atellana. Era anche servito da autobus che svolgono servizi di linea urbani e suburbani a cura della CTP.

## Amministrazione

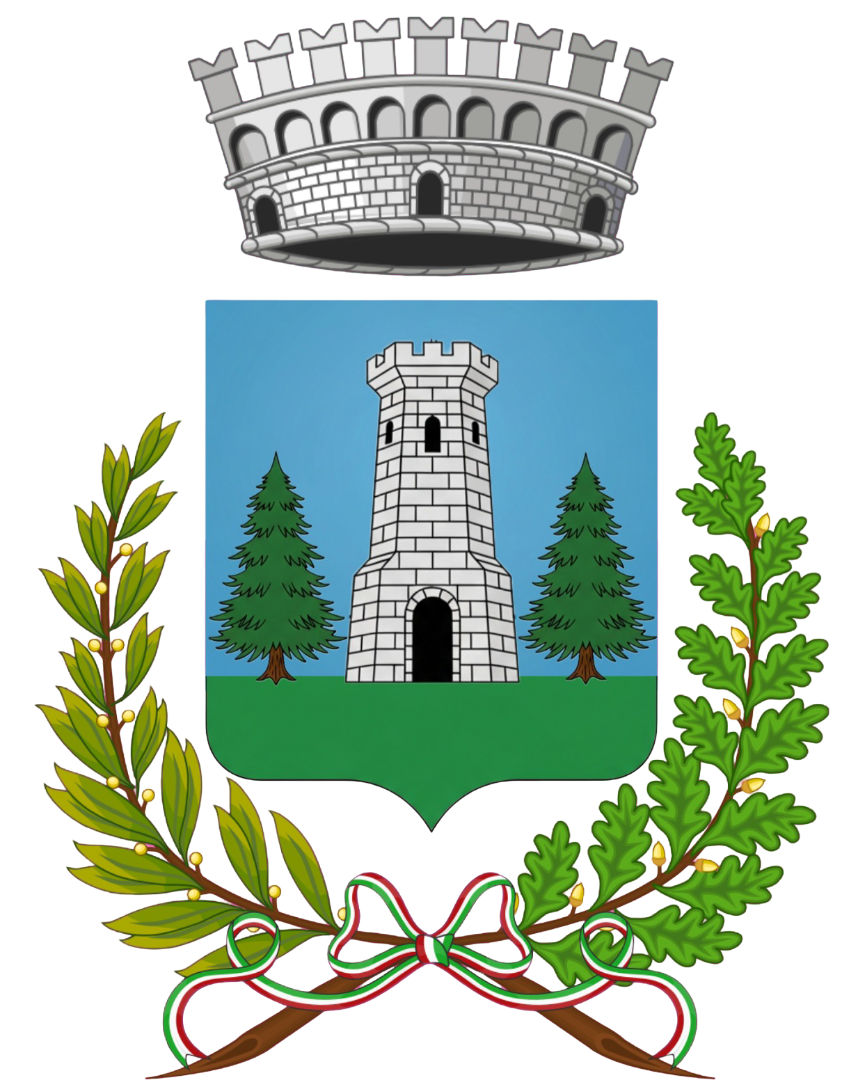
Stemma Comune di Cesa

| Periodo | Periodo   | Primo cittadino      | Partito                     | Carica              | Note |
| ------- | --------- | -------------------- | --------------------------- | ------------------- | ---- |
| 1919    | 1926      | Arturo Arena         |                             | Sindaco             |      |
| 1926    | 1931      | Mauro Fratello       | Partito Nazionale Fascista  | Podestà             |      |
| 1931    | 1940      | Felice Verde         | Partito Nazionale Fascista  | Podestà             |      |
| 1940    | 1944      | Nicola Fratello      | Partito Nazionale Fascista  | Podestà             |      |
| 1944    | 1946      | Vittorio Ronza       | Indipendente: (CLN)         | Sindaco             |      |
| 1946    | 1948      | Filippo Golia        | Democrazia Cristiana        | Sindaco             |      |
| 1948    | 1956      | Nicola Liguori       | Democrazia Cristiana        | Sindaco             |      |
| 1956    | 1960      | Domenico De Michele  | Democrazia Cristiana        | Sindaco             |      |
| 1960    | 1964      | Goffredo Oste        | Partito Comunista Italiano  | Sindaco             |      |
| 1964    | 1967      | Francesco D'Ettore   | Democrazia Cristiana        | Sindaco             |      |
| 1967    | 1968      | Domenico Migliaccio  | Partito Comunista Italiano  | Sindaco             |      |
| 1968    | 1976      | Giuseppe Verde       | Democrazia Cristiana        | Sindaco             |      |
| 1976    | 1978      | Francesco Errico     | Democrazia Cristiana        | Sindaco             |      |
| 1978    | 1981      | Vincenzo De Michele  | Democrazia Cristiana        | Sindaco             |      |
| 1981    | 1986      | Carlo De Giglio      | Partito Socialista Italiano | Sindaco             |      |
| 1986    | 1987      | Vincenzo De Michele  | Democrazia Cristiana        | Sindaco             |      |
| 1987    | 1988      | Luigi De Angelis     | Partito Socialista Italiano | Sindaco             |      |
| 1988    | 1988      | Fulvio Sodano        |                             | comm. prefettizio   |      |
| 1988    | 1990      | Nicola De Michele    | Democrazia Cristiana        | Sindaco             |      |
| 1990    | 1990      | Paolo Maddaloni      |                             | comm. prefettizio   |      |
| 1990    | 1992      | Clemente Oliva       | Partito Socialista Italiano | Sindaco             |      |
| 1992    | 1992      | Domenico Mangiacapra | Partito Socialista Italiano | Sindaco             |      |
| 1992    | 1994      | Daniela Chemi        |                             | comm. straordinario |      |
| 1994    | 1995      | Cesario Liguori      | Alleanza dei Progressisti   | Sindaco             |      |
| 1995    | 1995      | Enza Marino          | Alleanza dei Progressisti   | Sindaco             |      |
| 1995    | 1995      | Angelo Orabona       |                             | comm. prefettizio   |      |
| 1995    | 1996      | Carlo Rossi          | Lista civica: FI            | Sindaco             |      |
| 1996    | 1997      | Giovanni Lucchese    |                             | comm. prefettizio   |      |
| 1997    | 2001      | Giuseppe Fiorillo    | Lista civica: PDS           | Sindaco             |      |
| 2001    | 2002      | Francesco Provolo    |                             | comm. prefettizio   |      |
| 2002    | 2007      | Giuseppe Fiorillo    | UDEUR                       | Sindaco             |      |
| 2007    | 2012      | Vincenzo De Angelis  | Lista civica                | Sindaco             |      |
| 2012    | 2014      | Cesario Liguori      | Lista civica: UdC           | Sindaco             |      |
| 2014    | 2015      | Gaetano Cupello      |                             | comm. prefettizio   |      |
| 2015    | In carica | Enzo Guida           | Lista civica (Csx)          | Sindaco             |      |

## Gemellaggi
- Netcong
- San Cesario di Lecce
- Procida
- Dąbrowa Tarnowska
- Kamëz
- Klos (Dibër)
- Slovenské Ďarmoty

### Gemellaggio con il Comune di Netcong (USA)

#### La comunità cesana negli Stati Uniti d'America

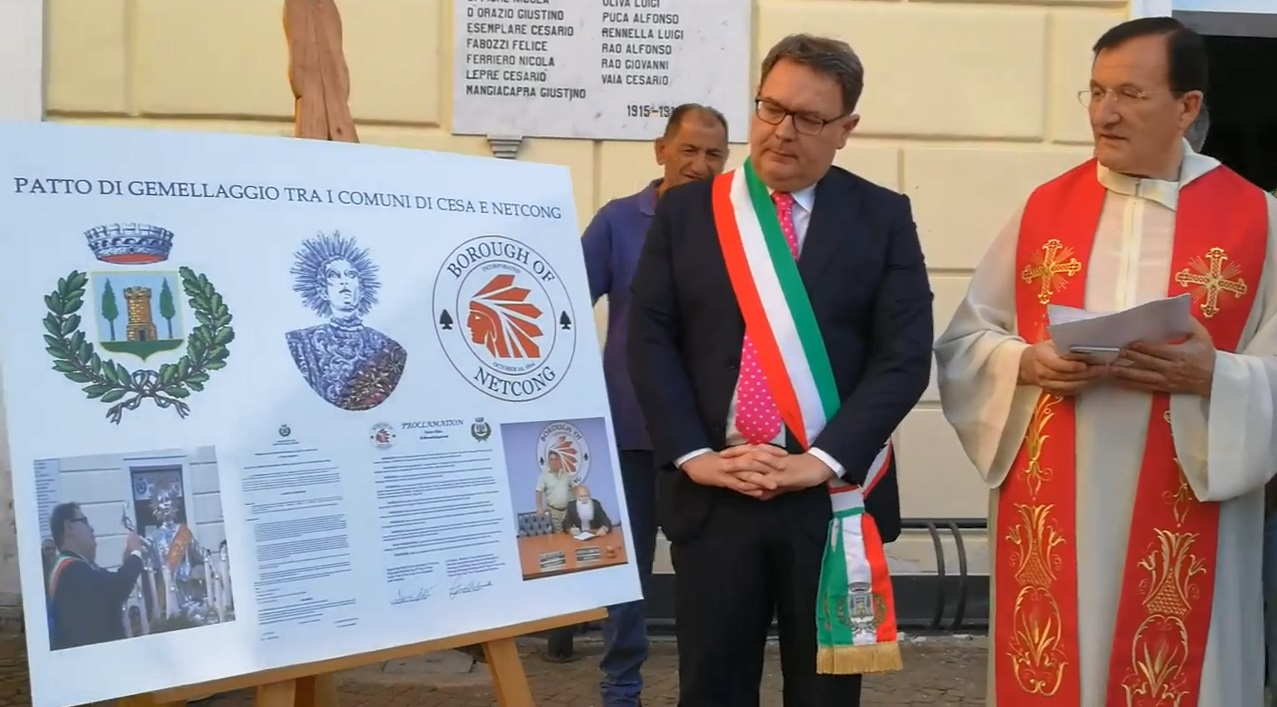
Cesa, 16 giugno 2019, il sindaco Enzo Guida ed il parroco don Giuseppe Schiavone proclamano il Patto di Gemellaggio con il Comune di Netcong in onore di San Cesario diacono e martire

Il 16 giugno 2019 il Comune di Cesa ha siglato il Patto di Gemellaggio con il Comune di Netcong (New Jersey, Stati Uniti d'America), dove nel 1893 si stabilirono molti cittadini di Cesa, attratti dalle opportunità di lavoro presso la Singer Steel Foundry (fonderia di acciaio) e dalla costruzione della ferrovia che doveva sostituire il canale di Morris come via di trasporto. Naturalmente gli immigrati non dimenticarono le loro radici, soprattutto la venerazione del santo Patrono di Cesa, San Cesario diacono e martire, e nel 1902 - sotto la guida di Giuseppe Togno - alcuni di essi fondarono la St. Cesario Society, la Società che organizza annualmente la festa in suo onore. Questi uomini furono: Francesco, Raffaele e Cesario Puco, Antonio Ferriero, Domenico e Giuseppe Togno, Luigi e Giustino Esposito, i nomi dei quali sono ancora oggi visibili sulla bandiera che è portata in processione il giorno della festa di San Cesario.

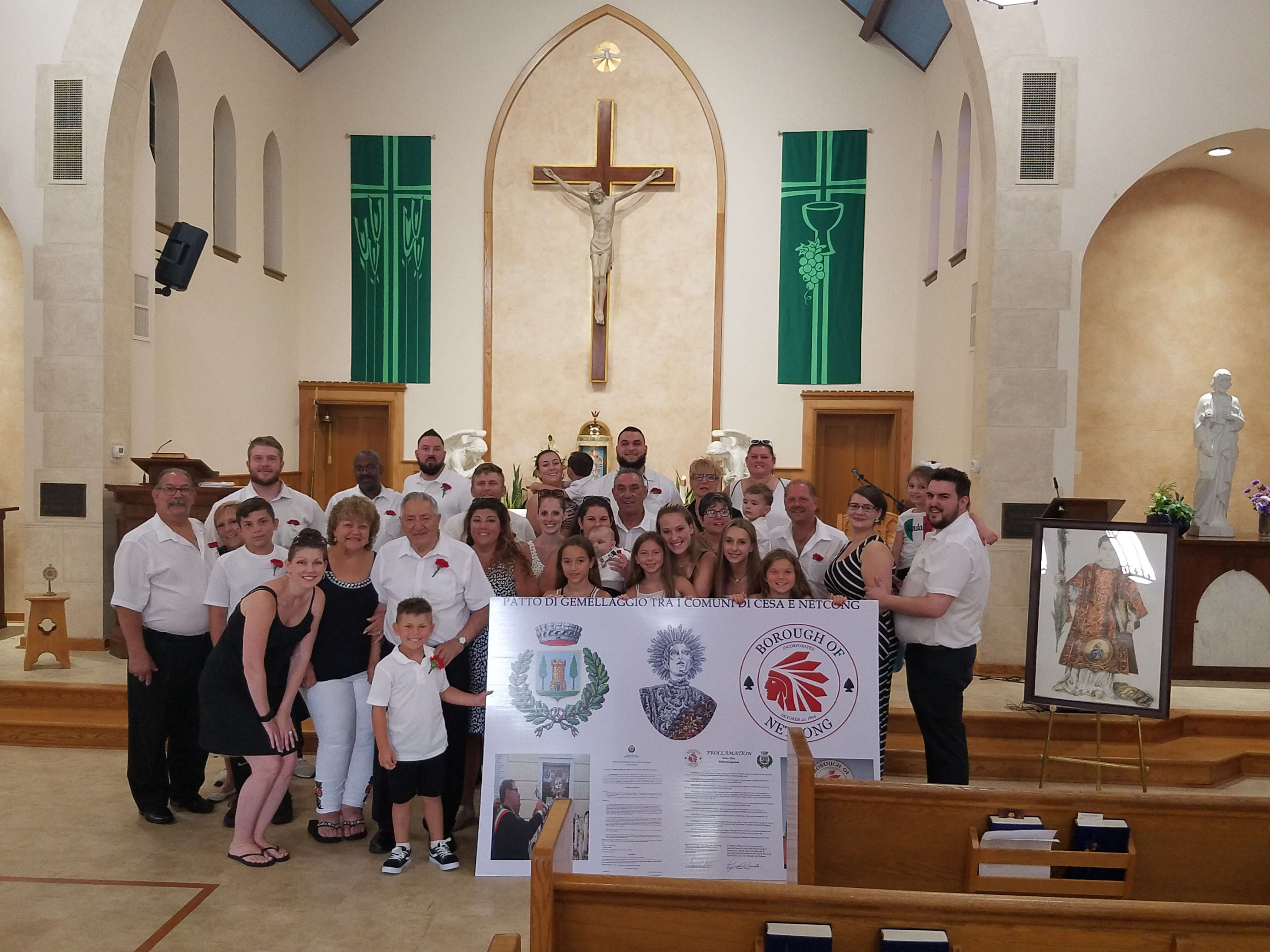
Netcong (USA), St. Michael's Church, Proclamazione del Patto di Gemellaggio con il Comune di Cesa in onore di S. Cesario, 20 luglio 2019

Nel 1910 la comunità cesana di Netcong si organizzò in parrocchia e fu edificata una chiesa in Stoll Street, nel cuore della comunità, dedicata alla Beata Vergine Maria del Monte Carmelo (Church Our Lady of Mount Carmel), fondata da monsignor Ernest Monteleone. Nel novembre del 1915, dopo solo cinque anni dalla sua erezione, un incendio fece bruciare completamente la chiesa. Allora il Vescovo di Newark, mons. John Joseph O'Connor, stabilì che Netcong era troppo piccola per supportare due chiese e, dato che la comunità italiana non aveva i mezzi per ricostruire la chiesa distrutta, decise che quest’ultima fosse conglobata nella parrocchia di San Michele (St Michael's Church). La statua di San Cesario fu allora trasferita nella suddetta chiesa e da allora le famiglie italiane e i loro discendenti furono una parte importante di questa parrocchia. I cesani riuscirono ad ottenere anche una reliquia del santo (un frammento osseo con sottostante cartiglio che reca il testo in latino “S. CÆSARII DIAC. M.”), che fu collocata in un reliquiario argenteo.
La festa di S. Cesario a Netcong si celebra annualmente il terzo sabato del mese di luglio: inizia alle ore 7.00, quando l'alba è salutata dallo sparo di bombe da tiro; successivamente i membri della Società marciano verso la Parrocchia di St. Michael, dove, alle ore 8.00, vi è la solenne concelebrazione eucaristica, durante la quale il coro intona l'inno a San Cesario di Cesa. Al termine della Santa Messa, all'esterno della chiesa ha luogo la tradizionale cerimonia della raccolta delle donazioni: viene indetta una sorta di asta pubblica; il migliore offerente avrà l'onore di portare, con la propria famiglia, la bandiera di S. Cesario in processione per le strade del paese tra lo sparo di granate. La processione, caratterizzata dalla presenza di una banda musicale italiana, si conclude nel tardo pomeriggio. In serata nel Parco "Dominick Arbolino" vi è un grandioso spettacolo di fuochi d'artificio.
Il Patto di Gemellaggio, sottoscritto dal sindaco di Cesa, avv. Vincenzo Guida, e dal sindaco di Netcong, Joe Nametko, ha lo scopo di rinsaldare sempre più il legame che intercorre tra le due comunità che condividono il culto di S. Cesario, affinché la storia e le tradizioni continuano ad intrecciarsi, le tradizioni italiane importate a Netcong ed il nome di Cesa siano perpetuati dalle future generazioni in nome della comune identità. Il 20 luglio 2019 nella Chiesa di St. Michael in Netcong, in occasione della Festa di San Cesario, si è tenuta la cerimonia di Proclamazione del Patto di Gemellaggio con il Comune di Cesa, al fine di onorare il patrimonio e la storia di quelle famiglie che hanno contribuito a stabilire la città con una parata annuale, fuochi d'artificio e festival in onore del loro santo protettore.

### Gemellaggio con il Comune di San Cesario di Lecce

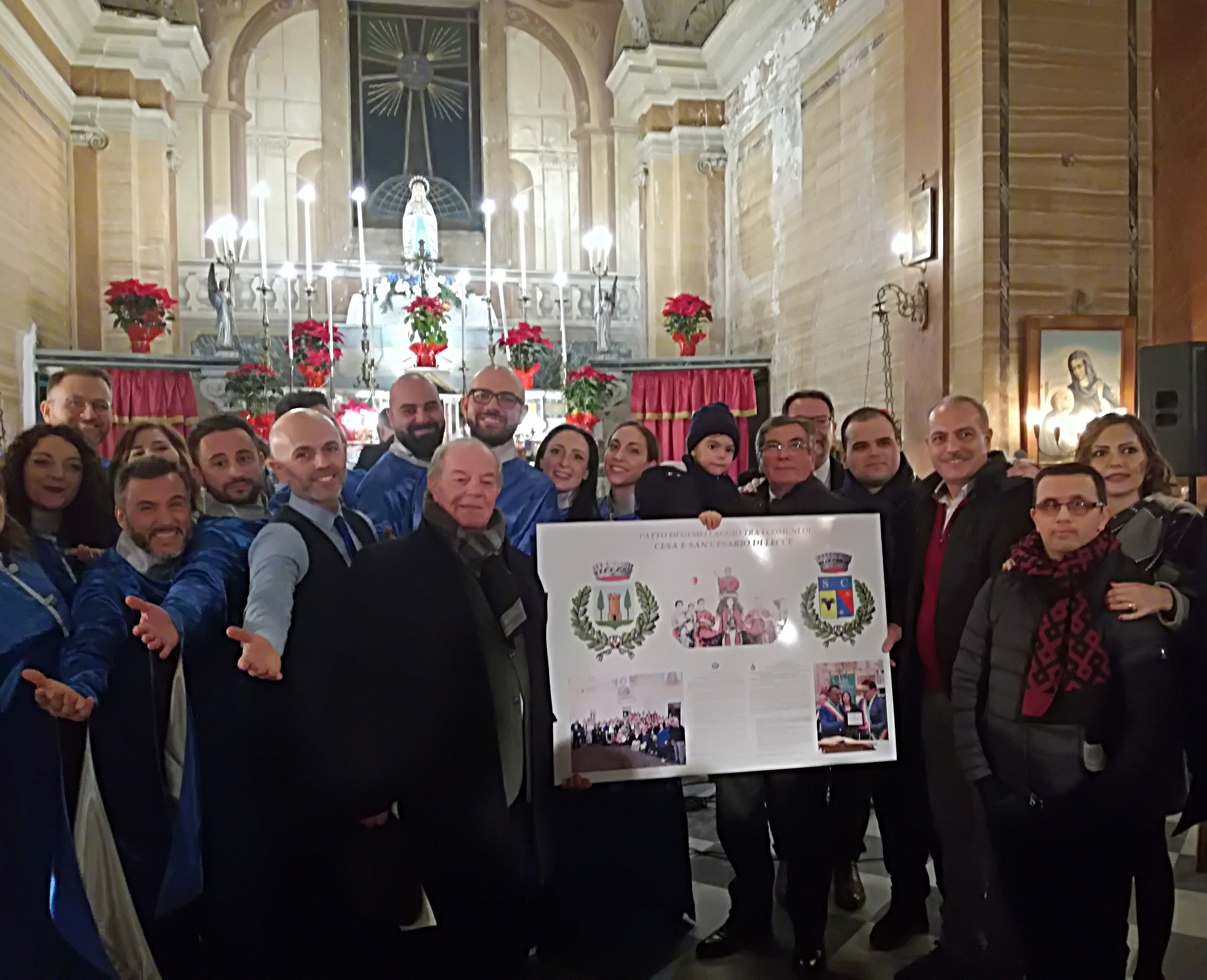
Cesa, 1º gennaio 2020, Proclamazione del Patto di Gemellaggio con il Comune di San Cesario di Lecce

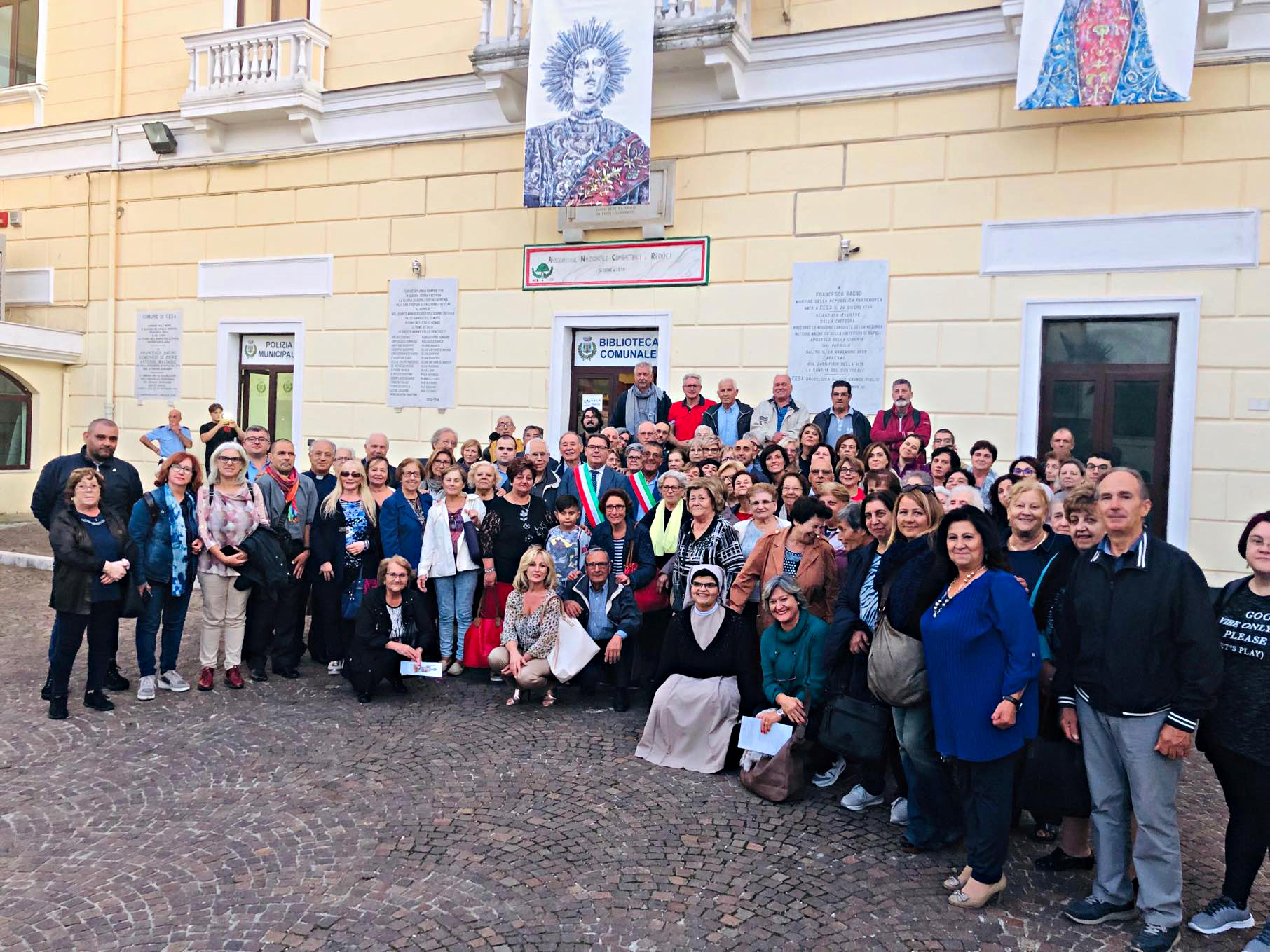
Gemellaggio tra i Comuni di Cesa e di San Cesario di Lecce nel nome del santo patrono

Il 1º gennaio 2020 il Comune di Cesa ha siglato il Patto di Gemellaggio con il Comune di San Cesario di Lecce, in occasione del 35º anniversario della prima visita ufficiale tra le due comunità.
Il Patto è stato sottoscritto dal sindaco di Cesa, avv. Vincenzo Guida, e dal sindaco di San Cesario di Lecce, dott. Fernando Coppola, con l'intento di rinsaldare, da un lato, i legami di fede tra le due comunità ecclesiali e, dall'altro, di approfondire la conoscenza dei contesti storico culturali e istituzionali.
Un gemellaggio che si contraddistingue non solo per la venerazione verso il patrono, San Cesario di Terracina, ma anche per la storia che accomuna i due paesi: nel Medioevo il culto di San Cesario si sviluppò lungo la via Appia, strada romana che conduceva da Roma a Capua (da cui Cesa dipendeva politicamente), poi prolungata fino a Brindisi. A pochi chilometri da Brundisium, la località di San Cesario di Lecce, conosciuta in epoca romana come “Castrum Caesaris” in onore di Cesare Ottaviano Augusto, divenuto il Cristianesimo religione di Stato all’epoca di Costantino, fu posta sotto la protezione di San Cesario, il martire designato per sostituire il culto del primo imperatore romano.

### Gemellaggio con Comuni dell'Unione Europea
Dal 26 maggio 2016 il Comune di Cesa ha siglato Patti di Gemellaggio con alcuni Comuni dell'Unione Europea, come Dąbrowa Tarnowska (Polonia), Kamëz (Albania), Klos (Albania), Slovenské Ďarmoty (Slovacchia), aderendo al progetto Gemellaggio Europeo "A linkage for legality", imperniato sulla legalità e l'integrazione, e soprattutto sulla dimostrazione di fiducia e di un reale senso di appartenenza alla UE.

### Gemellaggio con il Comune di Procida
Un Patto che nasce in nome dell’Asprinio e della similitudine delle alberate di Cesa con quelle esistenti nel comune di Procida, incoronato Capitale della Cultura 2022. L'idea del gemellaggio fu proposta dal giornalista Antonio Lubrano.